# Nakskov Sukkerfabrik
Nakskov Sukkerfabrik blev opført af De Danske Sukkerfabrikker i 1882-83, og indviedes i 1883. Ved indvielsen i 1883 var sukkerfabrikken en af Europas største sukkerfabrikker, og omkring år 1900 beskæftigede fabrikken næsten 500 arbejdere, hvilket gjorde den til Danmarks største sukkerfabrik. I roekampagnen mellem september og nytår påvirkes trafikken, mest da roevogne stod for transporten, men i mindre grad efter fabrikkerne bruger lastbiler.
Fabrikken kører 450 ton roer i timen, og bruger 90 MW varme til at fordampe sukkervand. Restvarmen bruges i byens fjernvarme.
I 2021 vedtog Folketinget at føre et 115 km gasrør fra Sjælland via Nykøbing Falster Sukkerfabrik til Nakskov-fabrikken, og røret blev åbnet i september 2024, kort før roekampagnens start, nu med gas i stedet for olie.
Nordic Sugar som er en del af det tyske Nordzucker har siden 2009 ejet Nakskov Sukkerfabrik, som tidligere var en del af Danisco. De to fabrikker er de eneste tilbageværende sukkerfabrikker i Danmark, og de er begge ejet af Nordic Sugar, sammen med fabrikker i Sverige og Finland. 

## Nakskov Sukkerfabrik nr. 24
Nakskov Sukkerfabrik nr. 24 er et dieselelektrisk lokomotiv bygget af Nakskov Sukkerfabrik i 1964. Det kørte på roebanerne til 1968 hvorefter det blev solgt til ophugningsfirmaet Petersen & Albeck.
Hedelands Veteranbane købte det senere af Petersen & Albeck lige inden det skulle være hugget op.